# North American X-15
O North American X-15 foi uma aeronave experimental, propulsionada por um motor foguete. Desenvolvido a partir de 1954 pela North American Aviation (actual Rockwell International), após intensa competição com os projectos alternativos derrotados, propostos pela Bell Aircraft Corporation, Douglas Aircraft Company e Republic Aviation Company, para cumprir um programa de pesquisa conjunto, patrocinado pela NACA (actual NASA), instituições privadas ligadas à indústria aeronáutica, Força Aérea e Marinha dos Estados Unidos.
Foi um dos mais notáveis e bem sucedidos aviões experimentais da série X, construído especificamente para explorar o regime de voo em velocidades hipersónicas e pesquisar as estruturas, propulsão e sistemas de controlo necessários para tal. Embora não fosse um propósito inicial ou original, veio em fase mais avançada a explorar as possibilidades do voo no exterior da atmosfera terrestre (voo suborbital).
Lançados já em voo por um bombardeiro B-52 Stratofortress exclusivamente adaptado para o lançamento, efetuaram 199 missões entre 1959 e 1968, ficando para a história como o primeiro avião a ultrapassar as velocidades sucessivas de mach quatro, cinco e seis, estabelecendo o recorde absoluto de velocidade em 7 274 km/h (mach 6,85), e alcançando ainda em treze dos voos, altitudes que pelas normas da USAF conferiram o reconhecimento de astronauta aos oito pilotos envolvidos.
Dos três X-15 produzidos, um deles foi reconstruído no padrão X-15A-2, depois de sofrer graves danos resultantes de uma aterragem de emergência mal sucedida e encontra-se preservado em museu, um outro foi perdido em acidente fatal quando regressava do espaço matando o piloto de testes Major Michael J. Adams, e o derradeiro exemplar sobrevive no Museu do Ar e Espaço (National Air and Space Museum, Washington, D.C.).

## História do programa

### Visão geral

#### Programa
Explorar o regime de voo hipersônico e comparar com os resultados obtidos de vários modelos analíticos e de testes em túnel de vento, era o objectivo principal do programa de voos. Os promotores do conceito esperavam ainda entender os gradientes de temperatura, o fluxo laminar e as características da turbulência a ele associada, questões de controlo e estabilidade hipersónica. Numa segunda fase foi visto e utilizado como transporte e banco de ensaio para experimentos científicos mais relacionados com a pesquisa espacial, lançando as bases para o futuro space shuttle.
Todo o programa foi realizado e desenvolvido no Dryden Flight Research Center da NASA, junto à Base Aérea de Edwards e no perímetro adjacente ao longo de todo o deserto de Mojave, na Califórnia.

#### Avião
O seu aspecto (configuração) exterior foi apenas um meio de atingir as condições ideais para vencer as altas temperaturas e pressões aerodinâmicas a que seria sujeito, e não para definir ou orientar um futuro padrão de construção para aeronaves operacionais. Propulsionado por um motor foguete que permitia manter a velocidade horizontal constante, independentemente da altitude de voo, tal como num avião convencional, era largado da asa direita de uma aeronave mãe a aproximadamente 14 mil metros de altitude, subindo vertiginosamente durante 1,5 minutos, esgotando o combustível interno, realizando de seguida um voo planado e aterrando num dos lagos secos do perímetro de testes.
Mais rápido que uma bala, com uma aparência algo sinistra conferida pelo acabamento da pintura em azul-negro, catapultou os limites da aviação para a orla da nossa atmosfera, coletando um manancial de dados, sem os quais o programa norte-americano de voos tripulados não teria acontecido tal como o conhecemos.

### Origens

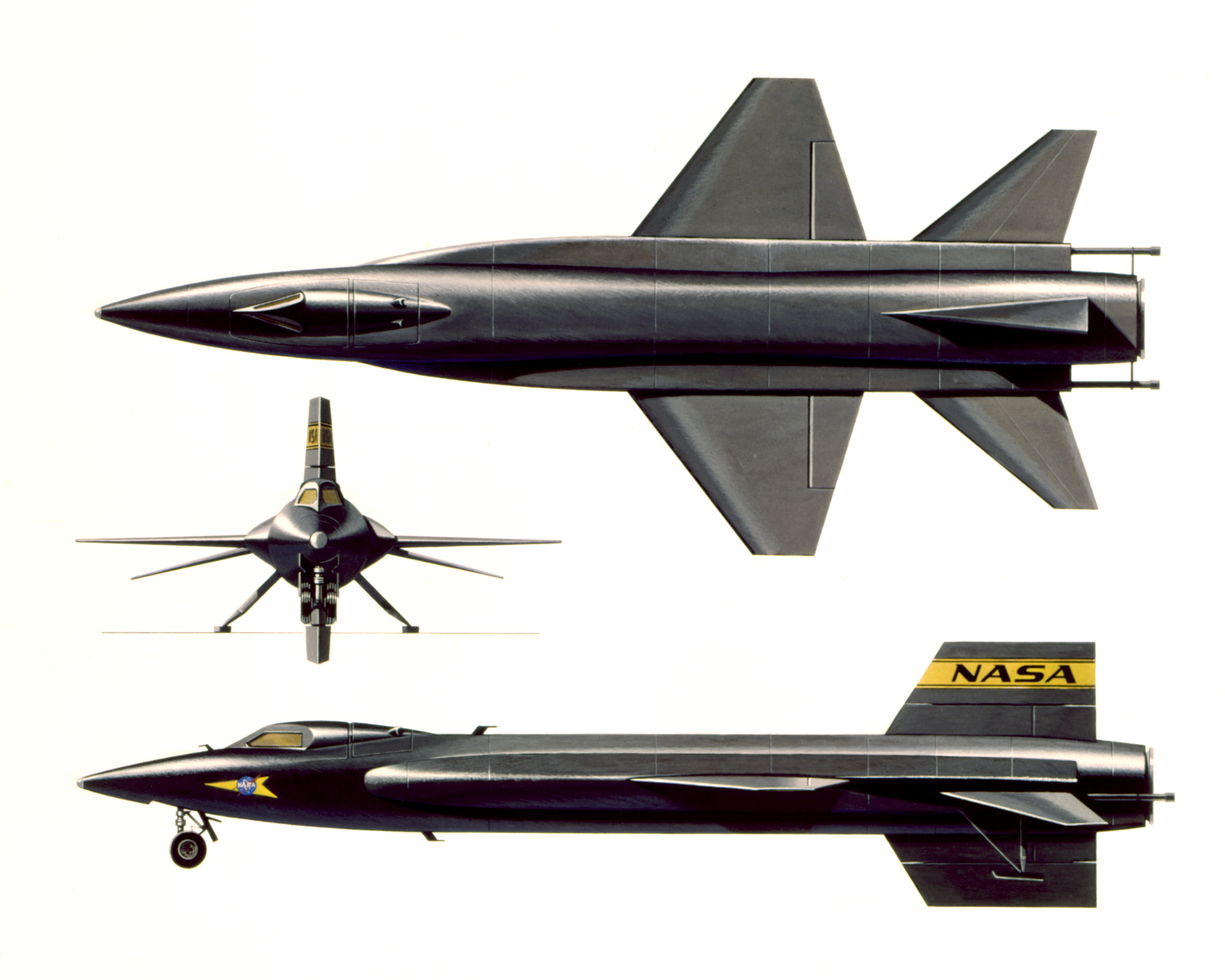
X-15 (grafismo) 3 vistas (lateral frontal e superior)

Durante o final da década de 1940 e início de 1950 a indústria aeroespacial norte-americana defendia o princípio de que o voo hipersônico era uma área reservada aos mísseis, os únicos capazes de operar a essa velocidade e a altitudes muito elevadas, sendo que tal premissa era tecnicamente inviável para aeronaves tripuladas. Argumentavam ainda que a existência de um avião de pesquisa, não se mostrava necessária porque num futuro previsível não haveria solicitações para um aeroplano militar ou civil com tais características. Porém, contra o pensamento dominante, em Junho de 1952 a NACA (antecessora da actual NASA) através da sua "Comissão de Aerodinâmica", recomendou o aumento dos estudos versando o voo hipersônico. Os seus vários laboratórios são instruídos para elaborarem estudos preliminares identificando as áreas onde se colocam as maiores dificuldades a vencer, em 1954 ainda no mesmo âmbito, são iniciados os estudos técnicos nas disciplinas anteriormente identificadas como problemáticas: resistência dos materiais às elevadas temperaturas, aerodinâmica, controlo, estabilidade e pilotagem em velocidade hipersónica. Efectuados de forma independente pelos vários laboratórios da NACA (Langley, Ames e HighSpeed Flight Station), os estudos demonstraram de forma inequívoca a viabilidade do projecto.
Também a Força Aérea em Outubro de 1953, através do seu "Conselho Científico e Consultivo" recomenda o desenvolvimento de uma aeronave de pesquisa para velocidades entre mach 5 e 7. Sensivelmente na mesma data o "Departamento de Pesquisa Naval" da Marinha dos Estados Unidos financiou a Douglas Aircraft Company para desenvolver estudos e pesquisar a viabilidade de um avião propulsionado por tecnologia de foguete, capaz de alcançar a velocidade de mach 7+, informalmente designado D-558-3. Em Junho de 1954, a NACA em reunião especial com representantes da Força Aérea e da Marinha propõe um novo avião de pesquisa a desenvolver em empreendimento conjunto, para e exploração da velocidade hipersónica resultante da pesquisa e da experiência adquiridas. Estavam lançadas as bases que culminariam no programa X-15.

### Cronologia
Compilação de dados em modo não exaustivo dos momentos chave no desenvolvimento da aeronave e desenrolar do programa de pesquisa.
| - Junho 1952 A Comissão de Aerodinâmica da NACA recomenda o aumento na pesquisa de voos de mach 10 e altitudes entre 15 e 75 km. - Setembro 1952 Início de estudos preliminares sobre pesquisa sobre voos espaciais e problemas associados. - Fevereiro 1954 Discutido no seio da NACA a necessidade de uma nova aeronaves de pesquisa. - Julho 1954 Proposto e apresentado um novo avião de pesquisa à Força Aérea e Marinha. - Dezembro 1954 Empresas de construção aeronáutica são convidadas a participar no projecto X-15. - Setembro 1955 A North American Aviation, é seleccionada para desenvolver três aviões de pesquisa X-15. - Fevereiro 1956 O contrato de desenvolvimento para o motor de foguete XLR99 é concedido à Reaction Motors, - Dezembro 1956 Finalizada a maqueta do X-15. |  | - Setembro 1957 Finalizado o projecto e iniciada a construção. - Outubro 1958 Terminada a construção do primeiro avião X-15. - 8 de junho de 1959 Primeiro voo sem propulsão, efectuado pelo X-15 número um. - 17 de setembro de 1959 Primeiro voo propulsionado, realizado pelo X-15 número dois. - 25 Março de 1960 Pilotado por Joseph Walker é efectuado o primeiro voo de um X-15 sob os auspícios da recém criada NASA. - 15 Novembro de 1960 Primeiro voo com o motor da Reaction Motors - XLR99. - 7 de Fevereiro de 1961 Último voo com o motor interino. - 7 de Março de 1961 Primeiro voo a mach 4. - 23 de Junho de 1961 Primeiro voo a mach 5. |  | - 11 Outubro de 1961 Primeiro voo acima de 200 mil pés (60 960 metros). - 9 de Novembro de 1961 Primeiro voo a mach 6. - 20 de Dezembro de 1961 Primeiro voo do terceiro e último X-15 produzido. - 17 Julho de 1962 Primeiro voo acima de 300 mil pés (91 400 metros) - 22 de Agosto de 1963 Batido o recorde do mundo em altitude não oficializado, 354 200 pés (107 960 metros). - 28 de Janeiro de 1964 Alcançado o centésimo voo da série X-15. - 25 de Junho de 1964 Primeiro voo do reconstruído número 2 no padrão X-15A-2', após acidente grave do original. - 3 de Outubro de 1967 Recorde mundial de velocidade absoluta para aviões com asas, 7 274 km/h (mach: 6,85). - 24 de Outubro de 1968 Missão número 199, o último e derradeiro voo do programa de pesquisas X-15. |

## Projecto e desenvolvimento
O North American X-15 foi projectado e construído por uma equipe liderada pelos engenheiros Harrison Storms e Charles Feltz, realizando uma tarefa extremamente difícil de alcançar. Com um aspecto exterior aparentando simplicidade, o X-15 foi na verdade, talvez a aeronave tecnologicamente mais complexa da sua época. A recolha massiva  de dados, proporcionado pelos testes em banco de ensaio e pelos voos, o pioneirismo na compreensão e na descoberta dos princípios da estabilidade hipersónica, a orientação e controlo em ambiente de imponderabilidade, os experimentos realizados nas margens da atmosfera terrestre, contribuíram indelevelmente para o desenvolvimento da tecnologia da navegação astronômica no programa Apollo.
Entre a comunidade de engenheiros aeroespaciais é unânime considera-lo como a aeronave experimental com mais sucesso alguma vez produzido.

### Materiais e componentes estruturais
O revestimento exterior do X-15 suportava temperaturas extremas com grande amplitude térmica, compreendida entre os 390 °C e os 1 200 °C nas fases mais críticas do voo, a sua estrutura estava ainda sujeita a factores de carga gravítica  entre os 7,3 g positivos e 3 g negativos. As ligas metálicas que na actualidade são usadas na construção aeronáutica, as quais conferem resistência mecânica e térmica excepcionais, estavam ainda a dar os primeiros passos não permitindo a sua produção em quantidade, ou pura e simplesmente não estavam ainda desenvolvidas, colocando um compromisso assaz complexo aos engenheiros responsáveis pela escolha dos materiais.
Após uma muito rigorosa análise das tensões verificadas em cada parte da célula, foi conseguida uma estrutura mecânica mais forte, mais leve e o mais flexível possível, sem comprometer o desempenho contratual, resultando num "cocktail" de materiais exóticos. O Inconel X (ver nota 4) foi usado maioritariamente no revestimento externo, devido à elevada resistência mecânica até aos 700 °C (celsius) e lenta degradação das propriedades físicas além desse valor. Na restante estrutura interna, onde as cargas térmicas eram menores, foram empregues liga de alumínio super-resistente, ligas de titânio e aços especiais.

### Cockpit, sistemas de voo e controle

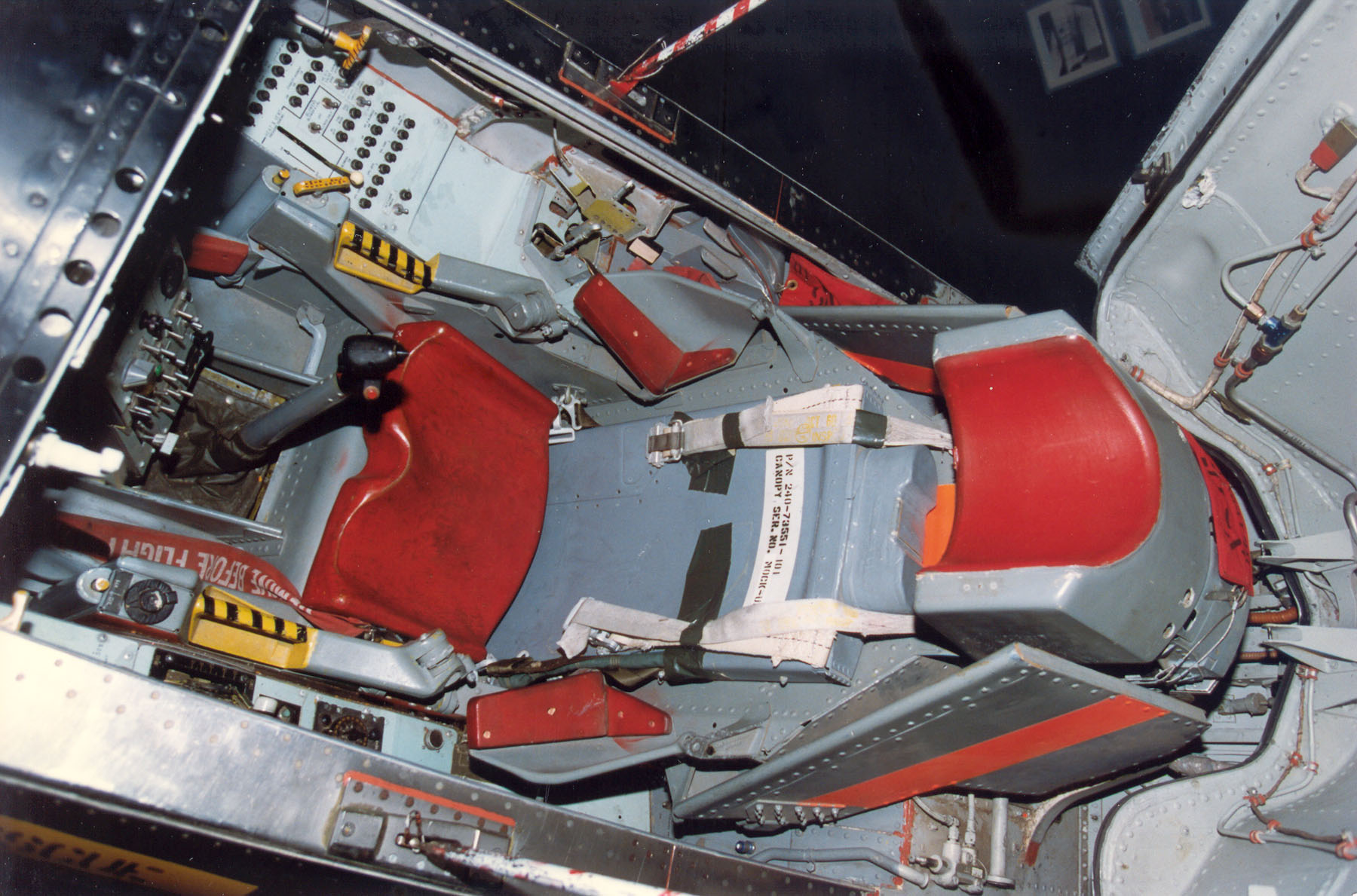
Interior do cockpit - X-15A-2

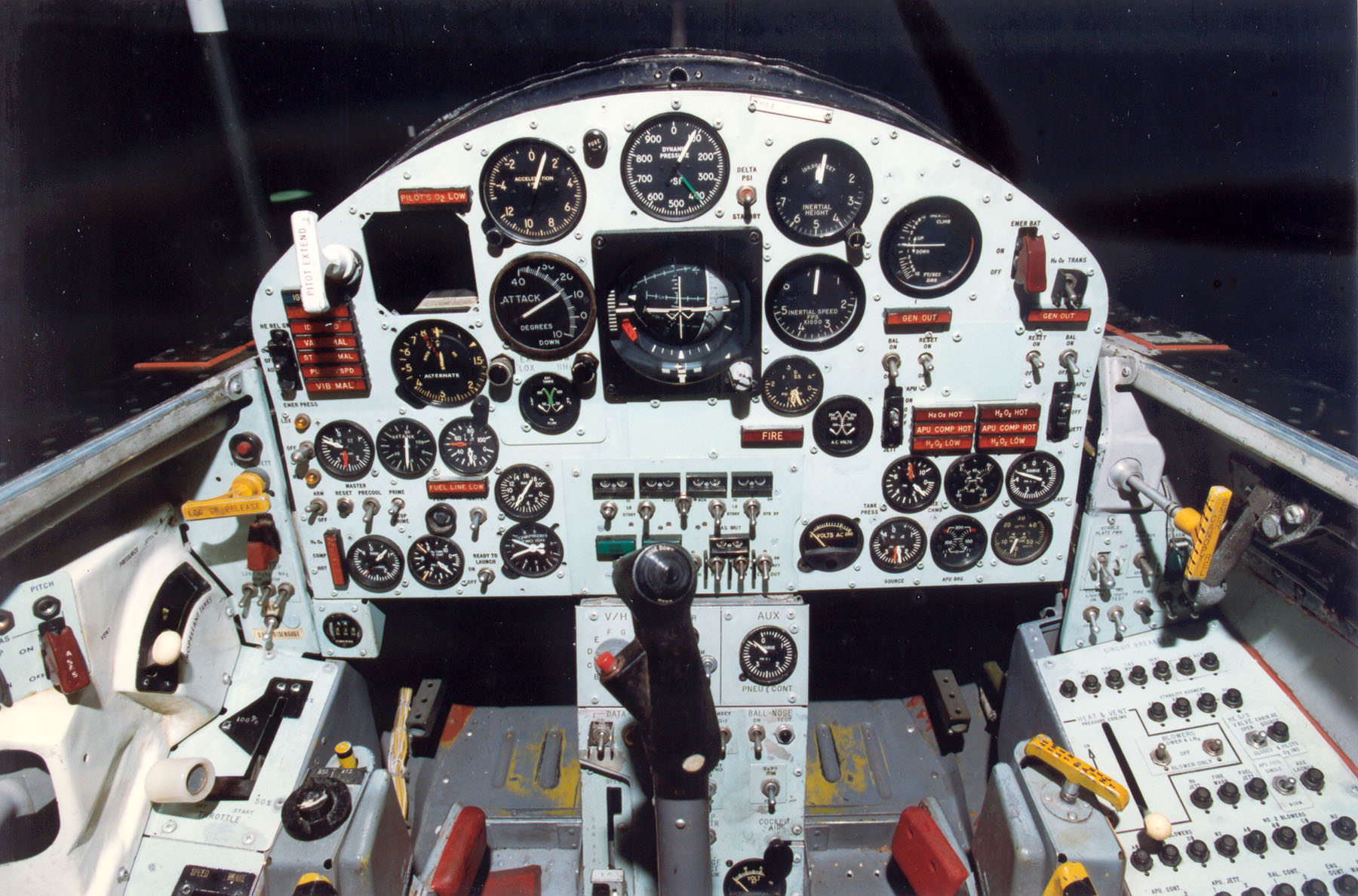
Painel de instrumentos - X-15A-2

O cockpit do X-15 possuía algumas inovações, que o categorizavam como pouco convencional mesmo entre os padrões das aeronaves experimentais. Assim além do tradicional manche central entre os membros inferiores do piloto, para controlo longitudinal (arfada) e rolamento ventral, existia um segundo na consola lateral direita, directamente ligado ao primeiro por actuadores hidráulicos e operado pelo movimento do pulso do piloto
, o manche central acabaria por ser removido, devido à escolha e preferência da maioria dos pilotos pela solução lateral. Na consola lateral esquerda estava colocado o terceiro manche, apenas usado no voo sub-orbital quando já não havia controlo aerodinâmico da aeronave, fazendo actuar os foguetes de manobra instalados no nariz e nas asas através da abertura e fecho de válvulas. Inicialmente a Força Aérea norte-americana impôs a adopção de um cockpit que fosse simultaneamente uma cápsula de escape, no entanto Scott Crossfield, um dos engenheiros responsáveis pelo projecto, piloto de testes da North American Aviation e futuro piloto do X-15, conseguiu ainda na fase de desenvolvimento, argumentar e convencer os decisores a optarem por uma solução usando um assento ejetor de emergência, utilizável entre os 120 km/h e mach quatro e altitudes até 40 mil metros.
De salientar ainda a existência de um sistema auxiliar totalmente automático, destinado a aumentar a estabilidade da aeronave, especificamente a tendência de rolamento ventral aquando da reentrada atmosférica. No seu todo o X-15 pode ser considerado um mini laboratório voador, amplamente recheado de instrumentação científica, no seu revestimento e interior foram criados mais de mil sensores, os quais registavam e gravavam todos os parâmetros relacionados com o voo, mais os factores externos como carga aerodinâmica e temperatura.

### Motores e combustível
Encontrar um motor apropriado tinha sido um óbice desde as primeiras fases do projecto. As primeiras descrições concretas da motorização a aplicar no X-15 aconteceram a 22 de Outubro de 1954, durante uma conferência para determinar, entre outros pontos agendados, qual o empreiteiro a que seria confiada a construção da célula. No entanto, como os participantes não eram especialistas, nem detentores de informação adequada sobre motores de foguete, limitaram-se a resumir os projectos e o seu estágio de desenvolvimento. Após a escolha da North American como vencedora da competição, a Reaction Motors foi informada de que o seu motor XLR30 (ainda em fase embrionária de desenvolvimento e mais tarde designado XLR-99) integrava o projecto vencedor. Ao novo motor apenas era exigido que fosse capaz de operar sob todas as condições e de suportar elevados factores de carga gravítica. Confiabilidade, vida útil e operacionalidade era suposto, ou esperado, que se aproximasse dos padrões usuais nos motores de produção, mas tais pressupostos não eram condição essencial para a sua aprovação.
A 4 de outubro de 1957 a União Soviética surpreende o mundo lançando o Sputnik 1, o primeiro satélite artificial a orbitar a Terra. Esta conquista dos soviéticos abalou o prestigio científico e tecnológico dos Estados Unidos, sendo ainda considerada como uma séria ameaça à segurança norte-americana. O orgulho nacional estava ferido e nada existia para responder de igual modo, a não ser o X-15, que não fora projectado nem podia efectuar voo orbital, mas se equipado com um motor adequado, poderia eventualmente alcançar altitudes marginalmente superiores à camada atmosférica terrestre, atenuando a ferida no orgulho nacional dos norte-americanos.
Em reunião efectuada a bordo do porta-aviões USS Forrestal (CVA-59), uma semana após o lançamento do satélite Soviético, entre vários responsáveis político-militares e o comité de aerodinâmica da NACA, foi decidido dar um forte impulso ao programa X-15 em termos técnicos e financeiros. No entanto se a primeira fuselagem tinha uma expectativa de entrega, pela North American, de aproximadamente 365 dias o motor que haveria de a propulsionar estava muito atrasado, não havendo sequer uma estimativa de entrega.
Durante o primeiro semestre de 1958, a situação evolutiva, considerada catastrófica do motor XLR-99 teve repercussões na hierarquia da Força Aérea, atingindo o seu auge quando o General Samuel E. Anderson, ameaçou o presidente da empresa construtora Reaction Motors (futura Thiokol) de rasgar o contrato e suspender o financiamento, avançando ainda com a decisão de assegurar os voos recorrendo a uma solução interina baseada em dois pequenos motores e potência insuficiente XLR-11.
- Reaction Motors XLR11 - Primeiro motor de foguete a usar combustível liquido, com possibilidade de controlar a sua potência, usando uma ou a totalidade das suas câmaras de combustão (4). Desenvolvia uma potência máxima de 26,69 kilonewtons. Foi utilizado interinamente nos primeiros 24 voos do X-15 em configuração dupla. Anteriormente tinha sido utilizado no Bell X-1, primeiro avião a superar a velocidade do som.[28][29]
- Reaction Motors XLR99 - O primeiro motor de foguete de grandes dimensões a usar combustível liquido, capacitado para ser reinicializado em voo e potencia controlável pelo piloto, através de um acelerador, entre os 30 e os 100% da energia disponível. Foi desenvolvido especificamente para ser utilizado no X-15, possibilitando aos Estados Unidos atingir altitudes fora da nossa atmosfera, embora marginalmente (voo sub-orbital). Desenvolvia 313 kN de potência a uma altitude óptima de 30 mil metros.[22][30]

O XLR11 usava como combustível o etanol conjugado com oxigénio líquido que servia como oxidante. O XLR99 utilizava o amoníaco como combustível e mantinha o oxigénio líquido como oxidante. Para o controlo de reacção, quando a aeronave se encontrava em ambiente de imponderabilidade os doze foguetes colocados na ponta das asas e no nariz do avião eram alimentados por peróxido de hidrogênio. e possuíam cada um, uma potência variável entre os 8 e 12 Kgf.

### Trem de aterragem, cauda e a estabilidade hipersónica

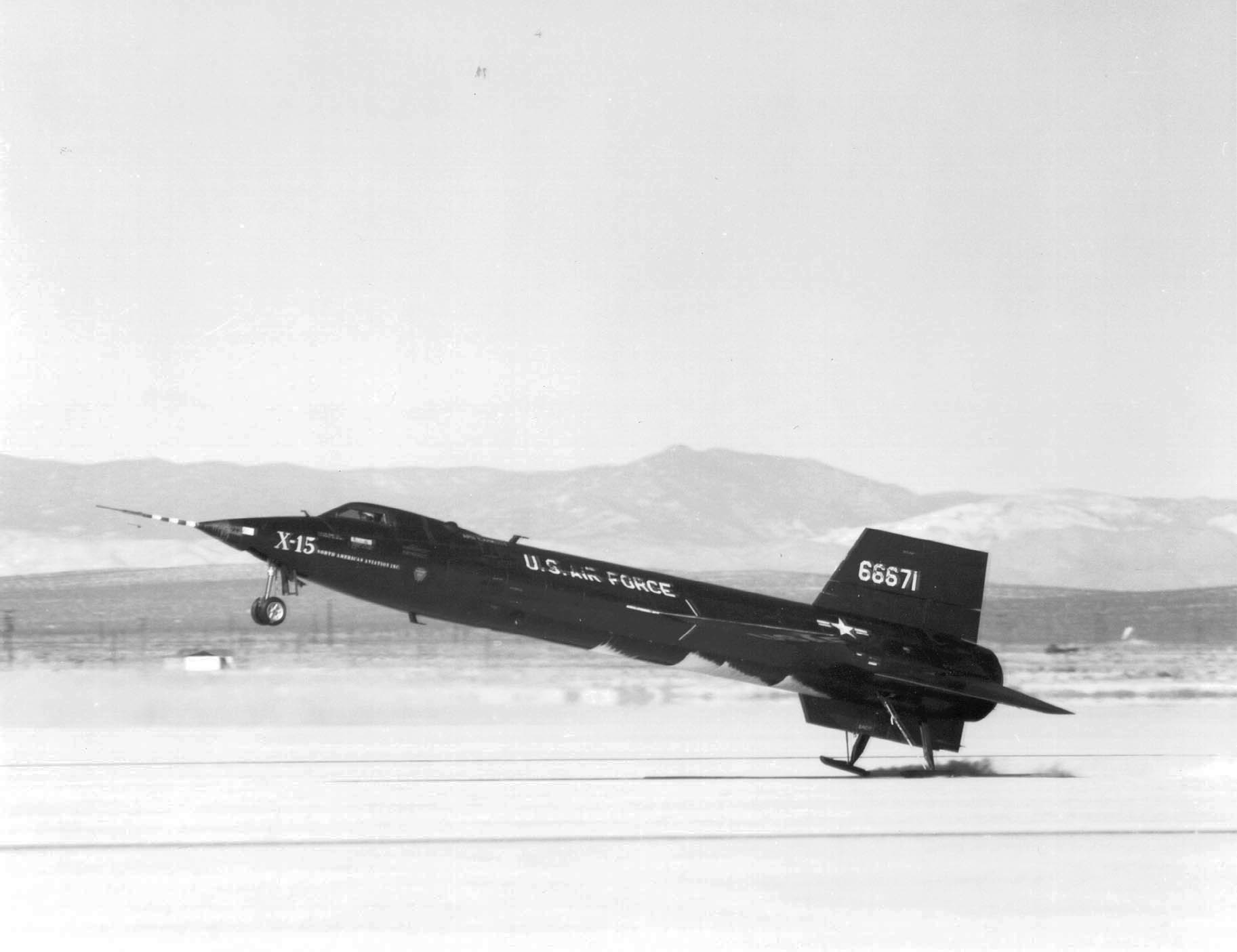
Pormenor do trem de aterragem traseiro tocando o solo

Por ser lançado de uma aeronave mãe já em altitude, a necessidade de um trem de aterragem convencional para descolar por meios próprios não se colocava. A solução encontrada primou pela simplicidade, o trem da frente de aparência convencional não dispunha de sistema de recolha, a qual era executada manualmente após a suspensão no suporte da asa direita da aeronave mãe. No trem principal ou traseiro, as habituais rodas foram substituídas por um par de patins, cujas lâminas em titânio deslizavam ao longo da pista, esta solução atendia requisitos essenciais como redução de peso, eliminava o espaço necessário ao alojamento das rodas, bem como uma maior resistência ao calor. A descida do trem momentos antes da aterragem era efectuada por gravidade e a sua descida monitorizada pelo chase plane de apoio.
A cauda no seu todo é uma peça importante na estabilidade hipersónica, composta por dois estabilizadores verticais, um superior totalmente móvel para controle direccional, possui ainda no bordo de fuga um par de travões aerodinâmicos que em certas situações actuam também na estabilização da aeronave quando em velocidades hipersónicas. Um segundo estabilizador inferior totalmente fixo completa o conjunto, ambos os estabilizadores possuem a forma peculiar em cunha, provocando um arrasto aerodinâmico quando a baixa velocidade igual à de um F-104 Starfighter.
Na versão A-2 (ver Variantes) a fuselagem foi alongada cerca de 79 centímetros e o trem de aterrem principal (o da frente) foi rebaixado, o estabilizador vertical inferior foi removido para permitir a instalação de motores ramjet ou componentes para experiências relacionadas com fotografia.

## Sobre o voo
Os procedimentos começam semanas ou mesmo meses antes do voo se realizar, quando um especialista desenvolve com base em dados especificamente recolhidos, os requisitos da missão. Posteriormente são utilizados na execução do plano do voo, tarefa a cargo de uma equipe de engenheiros altamente especializada, que parametrizam todas as envolvente como potência, ângulos de subida, manobras necessárias e de emergência, possíveis picos de aquecimento da estrutura e reentrada atmosférica entre muitas outras condicionantes. No final o plano é apresentado aos controladores da missão e discutido com o piloto seleccionado, iniciando-se em seguida os voos em simulador onde todos os envolvidos participam na simulação, coreografando ao segundo todos os pormenores. Esta fase usualmente pode se estender por vários dias, totalizando entre 15 a 20 horas de simulação, mas em voos de maior complexidade são facilmente duplicados os tempos e procedimentos necessários.
No dia anterior ao voo, ou durante a noite o X-15 é acoplado ao respectivo suporte na asa direita do B-52 que o transportará até à altitude de lançamento, os depósitos de combustível são atestados e os principais sistemas são submetidos a uma última verificação. Os voos são usualmente efectuados no início do dia, altura em que as temperaturas e os ventos do deserto são mais amenos, no entanto a decisão de voar pertence sempre ao piloto, o qual é solicitado a tomar tal atitude ao acordar, se a resposta for negativa, todos os procedimentos são cancelados e uma nova data será agendada.

## O legado
Tal como o Bell X-1 tinha fornecido um manancial de informação e um estímulo para a pesquisa supersónica, o X-15 forneceu um estímulo adicional para os estudos da velocidade hipersónica. Em Maio de 1968 estavam enumerados 44 desenvolvimentos tecnológicos proporcionados pelo programa de pesquisa do X-15, vinte e oito diretamente resultantes dos voos de teste e 16 emanando das experiências efectuados em banco de ensaio. A partir da mesma data foram produzidos 766 relatórios técnicos, derivados das  199 vezes que o X-15 cruzou os céus. Destacam-se pela sua importância e significado os seguintes resultados (aleatoriamente):
1. Desenvolvimento do primeiro motor foguete de grande porte, capaz de ser reinicializado e com potência controlável por mão humana (Thiokol XLR-99);[37][38]
2. Primeira aplicação do conhecimento teórico adquirido em túnel de vento hipersónico, verificado e validado por voo real, cuja utilidade foi posteriormente usada no projecto Space Shuttle;[37][38]
3. Desenvolvimento da cauda em forma de calço, como solução para obter estabilidade direcional em voo hipersónico;[37]
4. - Primeira utilização de controles de reação, viabilizando a manobra em ambiente espacial;[37][38]
5. - Primeira estrutura reutilizável produzida com uma liga metálica capaz de suportar as temperaturas e gradientes durante a reentrada atmosférica;[37]
6. - Desenvolvimento de novas técnicas para a maquinação, forja, soldagem e tratamento térmico do Inconel[nota 4] e titânio;[37]
7. Desenvolvimento de melhores vedantes e lubrificantes, resistentes a altas temperaturas;[37]
8. Desenvolvimento e utilização do primeiro traje pressurizado completo, viabilizando o voo espacial;[37][38]
9. Desenvolvimento do sistemas de voo inercial capaz de funcionar sob alta pressão dinâmica e ambiente espacial;[37][38]
10. Descoberta de que taxas de aquecimento provocadas pela turbulência, são significativamente menores do que havia sido previsto em teoria;[37]
11. Demonstrada a capacidade do piloto para operar em ambiente de microgravidade;[38]
12. Transição bem sucedida do controlo de voo aerodinâmico para controlo de reação[nota 5] e vice-versa;[37]
13. Primeira aplicação de técnicas de gestão de energia;[37]
14. Adquiridos os conhecimentos sobre acústica hipersónica, que influenciaram o projecto da cápsula Mercury;[37][38]
15. Descoberta e reconhecimento que as pequenas irregularidades nas superfícies, que impedem o fluxo laminar em baixa velocidade também impedem a sua formação em velocidades hipersônicas;[37]
16. Uso das três aeronaves X-15 como banco de ensaio e transporte de experimentos científicos de terceiros.[37]

O X-15 também deixou as suas marcas em outras áreas do conhecimento, quando a NACA decidiu o seu desenvolvimento, estava muito longe de imaginar o quanto o seu contributo viria a ser fulcral para o desenvolvimento da aerodinâmica supersónica e hipersónica, a qual se encontrava ainda na infância, os poucos túneis de vento hipersónicos existentes, dedicavam a sua atenção a tentar compreender a dinâmica dos fluidos. Tal foi o sucesso que os futuros aviões de pesquisa hipersónica, apenas foram e serão construídos para provarem conceitos, não para adquirirem informação inatingível por outros meios.
Influências do X-15 na concepção e operação do Space Shuttle (ônibus espacial).

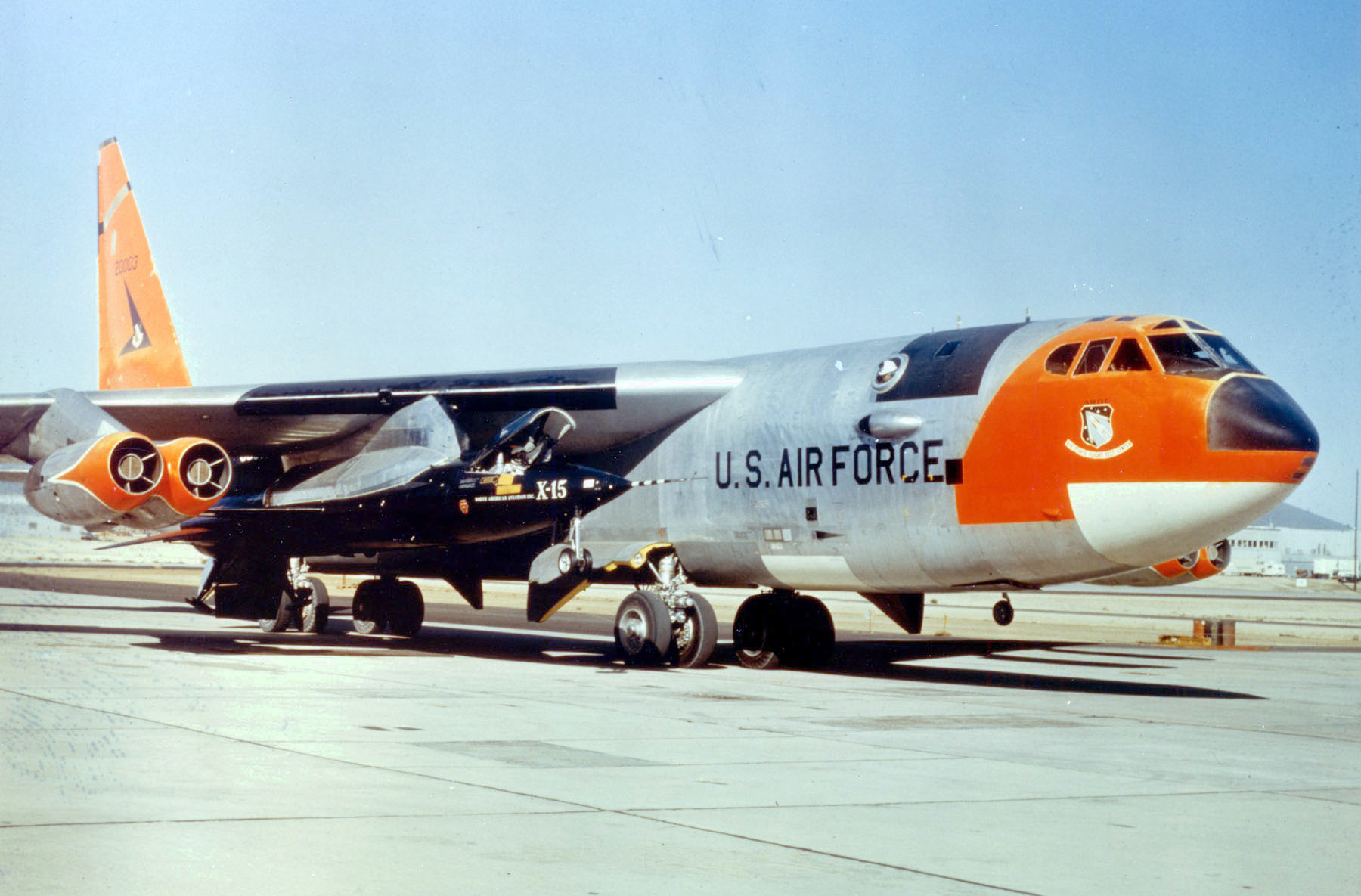
X-15 sob a asa direita do B-52A 003.

1. Estabilizador vertical em forma de cunha (calço);
2. controles duplos para uso em ambiente espacial e aerodinâmico;
3. aterragem planada (sem potência disponível) desde altitudes muito elevadas;
4. correspondência de resultados obtidos em túnel de vento e em voo real;
5. simulação de voo de alta qualidade na formação dos pilotos;
6. uso da técnica de centrifugação no treino dos pilotos;
7. trajes espaciais pressurizados;
8. telemetria dos parâmetros fisiológicos dos astronautas.

## História operacional
O North American X-15 foi o terceiro avião experimental da série X, dedicado à pesquisa e condicionalismos do voo em velocidades elevadas. Apenas três exemplares foram produzidos, acumulando no decorrer de todo o programa de pesquisa (entre 1959 e 1968) 199 voos. O primeiro exemplar chegou à Base Aérea de Edwards em 17 de Outubro de 1958 vindo da linha de montagem em Inglewood, seguido pelo segundo no ano seguinte em Abril de 1959 e o terceiro apenas em 1961. O seu primeiro voo (planado sem motor) teve lugar a 8 de Junho de 1959 pilotado por Scott Crossfield, foi ele também que assumiu os comandos no voo seguinte, no dia 17 de Setembro de 1959, este já propulsionado utilizando o motor interino XLR-11 em configuração dupla.

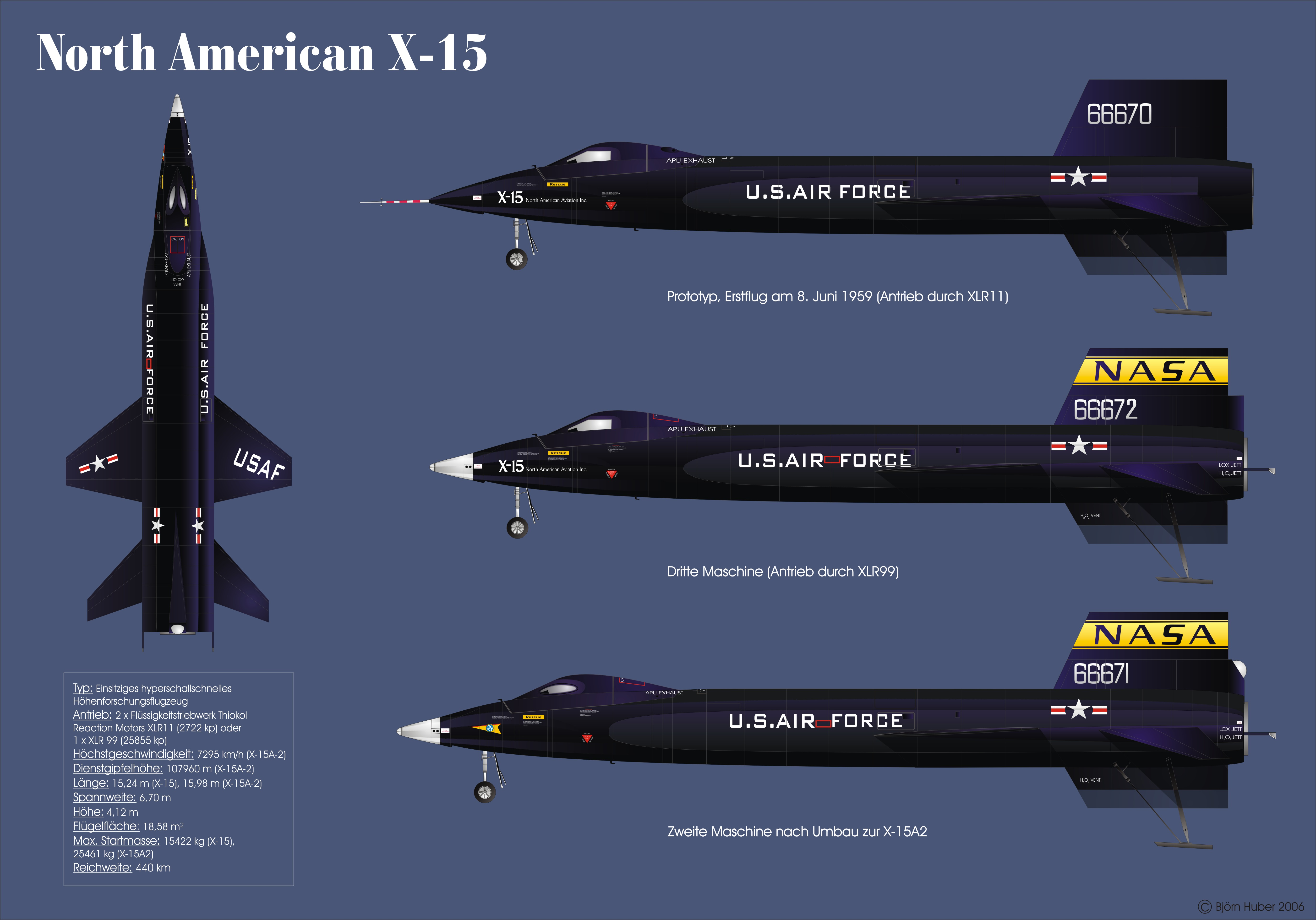
Na horizontal ordem descendente: X-15 n.º 1, 3 e 2 no padrão A-2

Durante a fase operacional do programa, o X-15 ultrapassou quase todas as expectativas previstas na concepção original dos seus projectistas. No final do seu período operacional de dez anos, onze dos doze pilotos e dois dos três exemplares sobreviveram. Deixou marcos de voo importantes como uma altitude máxima de 107 960 metros, durante um voo pilotado por Joseph A. Walker em 22 de agosto de 1963 (mais de 30 mil metros do que as especificações do contrato estabelecido pela NACA), e uma velocidade máxima de mach 6,85 (7 274 km/h) estabelecida pelo Major William J. "Pete" Knight, em 3 de outubro de 1967.
Embora durante todo o programa tenham acontecido um punhado de acidentes mais ou menos graves, o único  voo do X-15 que causou uma fatalidade ocorreu a 15 de Novembro de 1967 durante o sétimo voo do Major Michael J. Adams, os procedimentos operacionais e a experiência acumulada, enriqueceram e serviram de base ao ainda incipiente programa espacial norte-americana. Também toda a rede de rastreamento e telemetria, que se estendia pelos estados da Califórnia e do Nevada para apoio das missões do X-15, serviram como embrião das redes que apoiaram as missões espaciais durante as décadas de 1960 e 1970.
Durante o período operacional de testes foram percorridos em voo, 67 197 954,2 milhões de quilómetros e acumulados os seguintes tempos de voo a velocidades superiores a:
- Mach 1 - 18 horas, 23 minutos e 11,6 segundos;
- Mach 2 - 12 horas 13 minutos e 50 segundos;
- Mach 3 - 8 horas 51 minutos e 12,8 segundos;

- Mach 4 - 5 horas 57 minutos e 23,8 segundos;
- Mach 5 - 1 horas 27 minutos e 15,8 segundos;
- Mach 6 - 1 minuto e 16,8 segundos.

### B-52 aeronave mãe

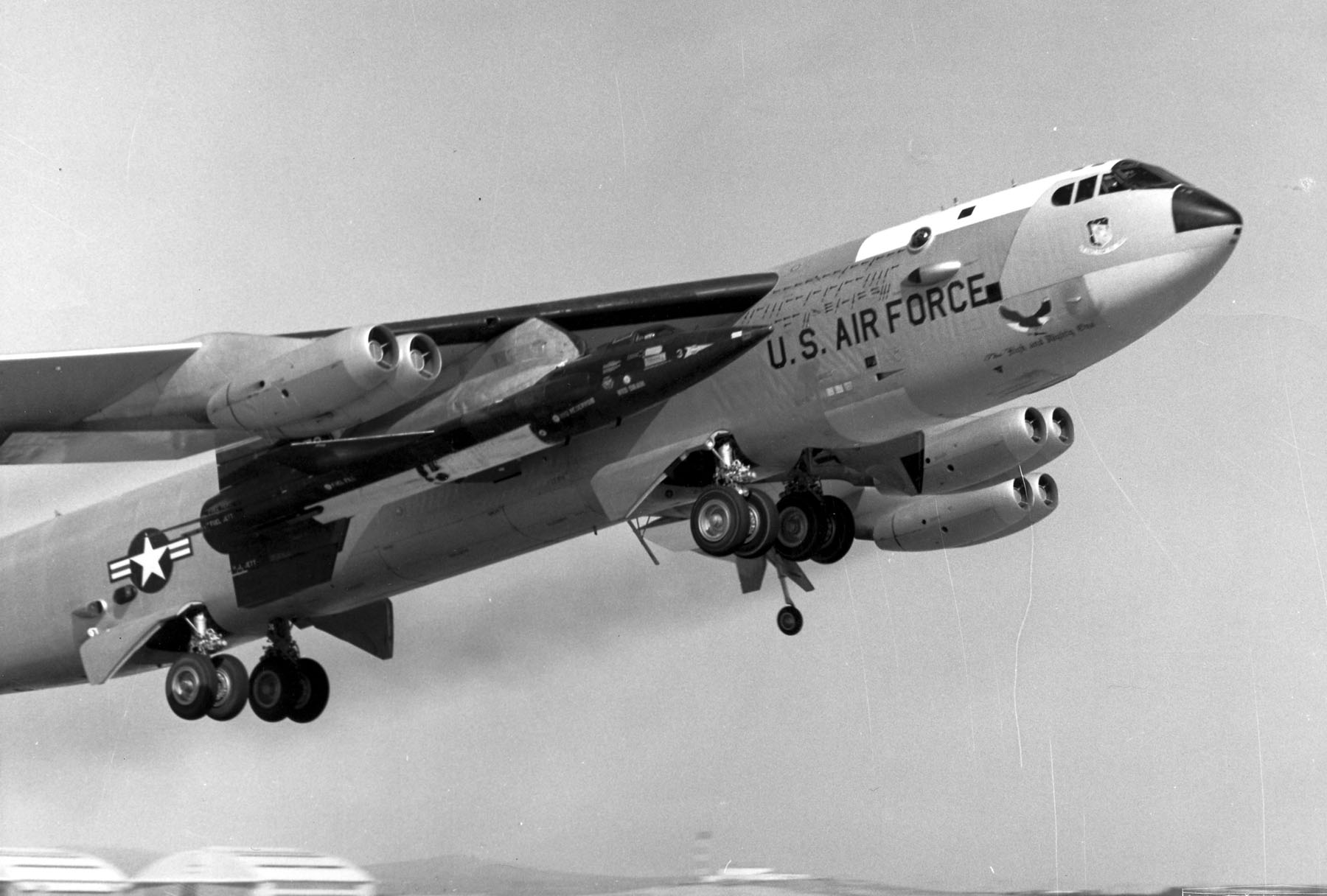
X-15 sob a asa do NB-52A 52-003 (variante de uso exclusivo no programa X-15)

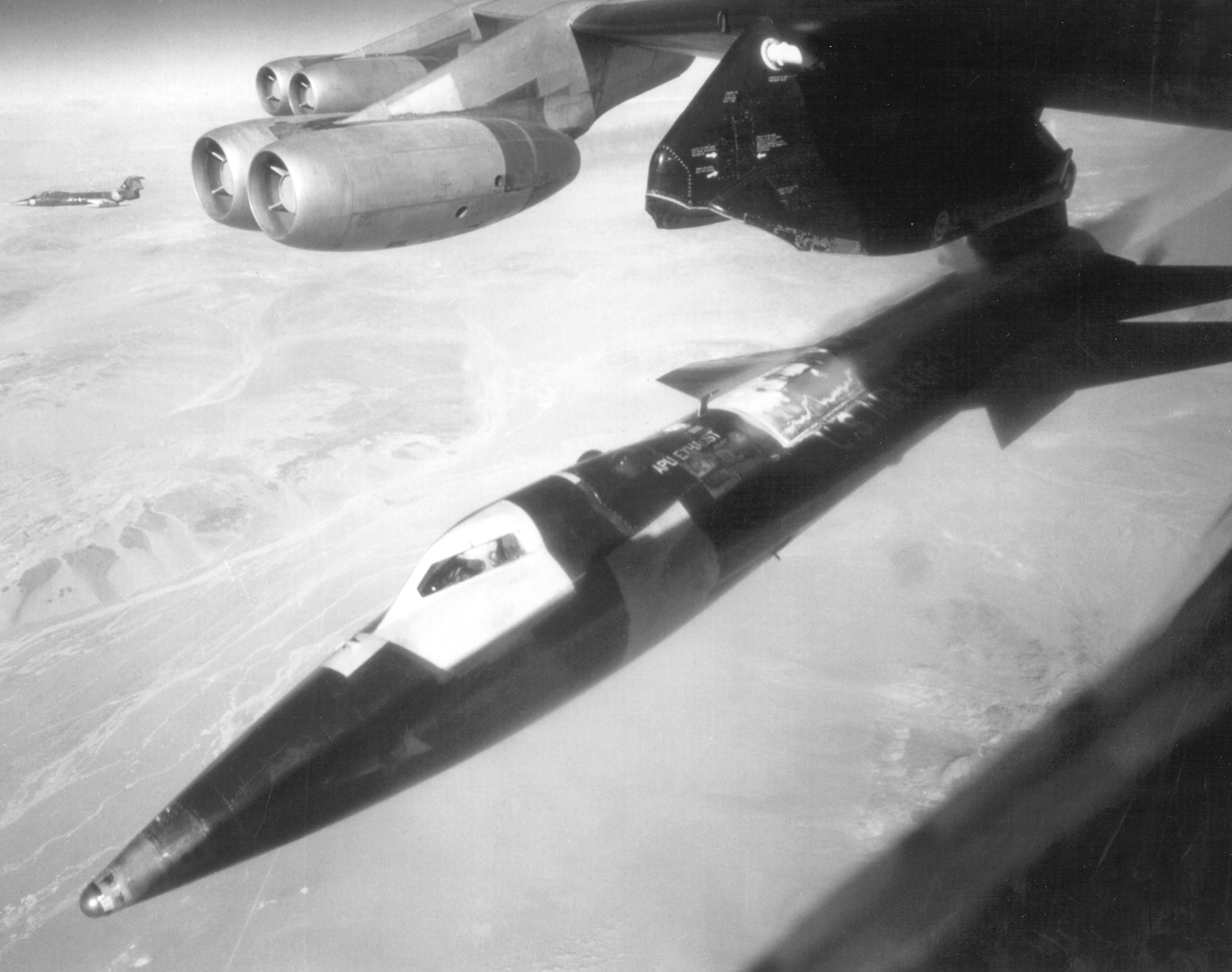
Imediatamente após o lançamento, ao fundo um F-104 Starfighter

Tal como a maioria das aeronaves experimentais da série X, devido ao elevado consumo de combustível que inviabilizava a descolagem por meios próprios, também o X-15 necessitava de uma aeronave de apoio para efectuar o seu lançamento em altitude, usualmente perto dos 13,5 km e à velocidade de 800 km/h.
Inicialmente a escolha da North American Aviation, para aeronave mãe (na terminologia inglesa) recaiu no hexa turbo propulsionado  bombardeiro pesado B-36, o qual era suficientemente grande para o transporte do X-15 e ainda alojar toda a panóplia de instrumentação de apoio ao lançamento. No entanto alguns dos engenheiros responsáveis argumentavam, que poderia haver elevados riscos de desestabilização provocados pela turbulência das suas hélices interiores, mas também porque o B-36 já se encontrava na fase final da sua vida útil, comprometendo assim todo o programa X-15, devido aos eventuais futuros problemas de manutenção e aquisição de peças de reposição.  Mesmo em cima do início das modificações necessárias a NASA e a Força Aérea, optaram pelo novíssimo B-52 Stratofortress, o qual era mais rápido, tinha um tecto de serviço superior, permitia ainda maior estabilidade quando em voo e reduzia significativamente os procedimentos de manutenção em terra. Um B-52A número de cauda 52-003 e um outro RB-52B número de cauda 52-008, os quais após as modificações necessárias e permanentes, foram reclassificados NB-52A e NB-52B respectivamente, e atribuídos para uso da NASA, o primeiro dos quais em regime de exclusividade do programa de pesquisas X-15.

### Aeronaves de apoio
Designados chase planes (aeronaves de perseguição na terminologia inglesa) cuja função ainda é muito apreciada e utilizada na actualidade. Consiste no apoio ao avião em teste, mantendo livre o espaço aéreo circundante por motivos de segurança, monitorizando visualmente o seu voo e prestando auxílio em caso de ser necessária uma manobra ou aterragem de emergência. Provenientes na sua maioria da Força Aérea, o seu número era variável em função do perfil de voo, usualmente  entre três e cinco aviões, divididos pelas três fases de voo. Na fase um, descolagem e ganho de altitude, a função era assegurada inicialmente por um F-100 Super Sabre, posteriormente por um T-38 Talon. Na fase dois, lançamento e início do voo do X-15, onde eram necessários outro tipo de recursos como potência e velocidade, a função era atribuída a um F-104 Starfighter, comandado por um piloto de testes. Na fase três, o regresso e aterragem, um segundo F-104 Starfighter que só descolava 30 minutos após o início da missão, substituía a aeronave precedente, acompanhando a aproximação à pista servindo de guia.

### Recordes de voo
Altitude
Na tabela abaixo estão listados os treze voos que superaram os 80 quilômetros (49,7 milhas) de altitude, reconhecidos pelo Departamento de Defesa dos Estados Unidos como necessários para atribuição das asas de astronauta ao(s) respectivo(s) piloto(s). Por oposição a Federação Aeronáutica Internacional, entidade que regula e oficializa os recordes aeronáuticos a nível mundial, requer a altitude de 100 quilômetros (62,1 milhas).
|         |                        |                        |          |                     |                                                        |
| Voo     | Data                   | Veloc. máxima          | Altitude | Piloto              |                                                        |
| Voo 62  | 17 de Julho de 1962    | 6 165 km/h (mach 6,54) | 95,9 km  | Robert M. White     | X-15 iniciando a subidaGrafismo do X-15A-2 em altitude |
| Voo 77  | 17 de Janeiro de 1963  | 5 918 km/h (mach 5,57) | 82,7 km  | Joseph A. Walker    | X-15 iniciando a subidaGrafismo do X-15A-2 em altitude |
| Voo 87  | 27 de Junho de 1963    | 5 512 km/h (mach 5,19) | 86,7 km  | Robert A. Rushworth | X-15 iniciando a subidaGrafismo do X-15A-2 em altitude |
| Voo 90  | 19 de Julho de 1963    | 5 970 km/h (mach 5,62) | 105,9 km | Joseph A. Walker    | X-15 iniciando a subidaGrafismo do X-15A-2 em altitude |
| Voo 91  | 22 de Agosto de 1963   | 6 106 km/h (mach 5,75) | 107,8 km | Joseph A. Walker    | X-15 iniciando a subidaGrafismo do X-15A-2 em altitude |
| Voo 138 | 29 de Junho de 1965    | 5 522 km/h (mach 5,20) | 85,5 km  | Joe H. Engle        | X-15 iniciando a subidaGrafismo do X-15A-2 em altitude |
| Voo 143 | 10 de Agosto de 1965   | 5 712 km/h (mach 5,37) | 82,6 km  | Joe H. Engle        | X-15 iniciando a subidaGrafismo do X-15A-2 em altitude |
| Voo 150 | 28 de Setembro de 1965 | 6 004 km/h (mach 5,65) | 90,0 km  | John B. McKay       | X-15 iniciando a subidaGrafismo do X-15A-2 em altitude |
| Voo 153 | 14 de Outubro de 1965  | 5 720 km/h (mach 5,38) | 81,1 km  | Joe H. Engle        | X-15 iniciando a subidaGrafismo do X-15A-2 em altitude |
| Voo 174 | 1 de Novembro de 1966  | 6 040 km/h (mach 5,68) | 93,5 km  | William Harvey Dana | X-15 iniciando a subidaGrafismo do X-15A-2 em altitude |
| Voo 190 | 17 de Outubro de 1967  | 6 206 km/h (mach 5,84) | 85,5 km  | William J. Knight   | X-15 iniciando a subidaGrafismo do X-15A-2 em altitude |
| Voo 191 | 15 de Novembro de 1967 | 5 744 km/h (mach 5,40) | 81,0 km  | Michael J. Adams    | X-15 iniciando a subidaGrafismo do X-15A-2 em altitude |
| Voo 197 | 21 de Agosto de 1968   | 5 541 km/h (mach 5,21) | 81,4 km  | William Harvey Dana | X-15 iniciando a subidaGrafismo do X-15A-2 em altitude |

Velocidade
Dados obtidos no registo de voos do programa X-15.
|                     |         |                        |                        |          |                     |
| Em busca do recorde | Voo     | Data                   | Veloc. máxima          | Altitude | Piloto              |
| Em busca do recorde | Voo 45  | 9 de Novembro de 1961  | 6 585 km/h (mach 6,20) | 30,9 km  | Robert M. White     |
| Em busca do recorde | Voo 59  | 27 de Junho de 1962    | 6 605 km/h (mach 6,22) | 37,7 km  | Joseph A. Walker    |
| Em busca do recorde | Voo 64  | 26 de Julho de 1962    | 6 420 km/h (mach 6,04) | 30,1 km  | Neil Armstrong      |
| Em busca do recorde | Voo 86  | 25 de Junho de 1963    | 6 290 km/h (mach 5,92) | 34,9 km  | Joseph A. Walker    |
| Em busca do recorde | Voo 89  | 18 de Julho de 1963    | 6 317 km/h (mach 5,94) | 31,9 km  | Robert A. Rushworth |
| Em busca do recorde | Voo 97  | 5 de Dezembro de 1963  | 6 465 km/h (mach 6,08) | 30,7 km  | Robert A. Rushworth |
| Em busca do recorde | Voo 105 | 29 de Abril de 1964    | 6 284 km/h (mach 5,91) | 30,9 km  | Robert A. Rushworth |
| Em busca do recorde | Voo 137 | 22 de Junho de 1965    | 6 338 km/h (mach 5,96) | 47,5 km  | John B. McKay       |
| Em busca do recorde | Voo 175 | 18 de Novembro de 1966 | 6 840 km/h (mach 6,44) | 30,1 km  | William J. Knight   |
| Em busca do recorde | Voo 188 | 3 de Outubro de 1967   | 7 273 km/h (mach 6,85) | 31,9 km  | William J. Knight   |

### Pilotos
Os doze pilotos eram totalmente desconhecidos antes de serem designados para o programa X-15. Altamente capazes e habilitados, constituíram o núcleo central de pilotos de ensaio, quando a recém-criada NASA ocupou o lugar da NACA na investigação aeronáutica e espacial. Todos eles eram pilotos militares ou ex-militares, cinco deles foram pilotos de combate na Segunda Guerra Mundial e três na guerra da Coréia. Licenciados em engenharia ou física, estavam ainda graduados pela respectiva escola militar em piloto de testes, cinco pela USAF, um pela US Navy, cinco pela própria NASA e o restante (Scott Crossfield) pertencia aos quadros da North American Aviation era um ex-piloto da NACA e um dos engenheiros responsáveis pelo desenvolvimento do X-15.

- Michael James Adams (Força Aérea), 7 voos. - Faleceu no no 15 de Novembro de 1967, quando regressava do espaço a bordo do X-15 número três, constituindo-se como a primeira vítima fatal da era espacial (segundo a definição norte-americana).[57]
- Neil Armstrong (NASA), 7 voos. - Terceiro piloto a deixar o programa, em Agosto de 1962, juntou-se ao corpo de astronautas da NASA. Comandou a missão Apollo 11 à Lua e foi o primeiro humano a tocar solo Lunar.[58]
- Scott Crossfield (North American Aviation), 14 voos. - Primeiro piloto a abandonar o programa em Dezembro de 1960,cerca de ano e meio após o primeiro voo (ver nota 3).[59]
- Bill Dana (NASA), 16 voos. - Permaneceu até ao final do programa.
- Joe Engle (Força Aérea), 16 voos. - Deixou o programa no final de 1965. Seleccionado como astronauta pela NASA, foi piloto reserva do módulo lunar da missão Apollo 14, mas não participou da viagem que decolou com a tripulação titular. Foi novamente escolhido para particiar na sexta e última missão tripulada à Lua a Apollo 17 e caminhar na superfície lunar, sendo substituído à última hora por um astronauta especializado em geologia. Participou como piloto e comandante nas missões: STS-2 e STS-51-I do programa Space Shuttle.[60][nota 8]
- Pete Knight (Força Aérea), 16 voos. - Permaneceu até ao final do programa.
- John B. McKay (NASA), 29 voos. - Nono piloto a se retirar do programa em Setembro de 1966, devido a dores intensas no pescoço e nas costas, veio a falecer em 1972, em consequência de complicações resultantes dos ferimentos sofridos no acidente com o X-15 número dois.[58]
- Forrest S. Petersen (Marinha), 5 voos. - Segundo piloto a deixar o programa, em Janeiro de 1962, regressou à Marinha para comandar um esquadrão de caças na base aeronaval de Miramar.[61]
- Robert A. Rushworth (Força Aérea), 34 voos. - Deixou o programa em Julho de 1966, para ingressar no National War College onde se graduou no curso de comando e estado-maior,[58] destinado aos futuros líderes das Forças Armadas e civis com responsabilidades políticas de alto nível.[62]
- Milt Thompson (NASA), 14 voos. - Deixou o programa em meados de 1965, assumindo cargos de chefia (senior executive) na estrutura da NASA, é o escritor do livro que referência este tópico.[63] Faleceu em 6 de Agosto de 1993.[64]
- Joseph Walker (Força Aérea), 25 voos. - Quinto piloto  a deixar o programa, segundo ele para dar hipóteses a pilotos mais novos de voar no X-15, passou os dois anos seguintes a testar o módulo de alunagem do projeto Apollo, ajudando a desenvolver a técnica de alunagem e o sistema de controle lunar. Faleceu quando pilotava um chase plane que colidiu em voo com o segundo protótipo XB-70 Valkyrie.[58]
- Robert Michael White (Força Aérea), 16 voos. - Foi o quarto piloto a deixar o programa, em Dezembro de 1962 para proseeguir uma carreira operacional amplamente elogiada e distinguida, no Vietname aos comandos de um F-105 Thunderchief.[58]

### Acidentes e incidentes
X-15-3 (número de cauda 56-6672) voo 191 - 15 de Novembro de 1967 - Após ter atingido a altitude máxima em condições já muito degradas de estabilidade e controlo, cuja causa provável foi a ocorrência de distúrbios elétricos durante a ascensão, o Major Michael J. Adams aos comandos da aeronave não conseguiu evitar a perda de controlo precipitando-se numa descida em parafuso à velocidade estimada de mach cinco, sofrendo fortes cargas gravíticas verticais, tanto positivas como negativas estimadas em 15 g's e laterais na ordem dos oito g's. A quebra da fuselagem ainda em voo foi audível pela população de uma localidade próxima, o Major Pete Knight no avião de apoio (chase plane), sobrevoando o local imediatamente a seguir ao impacto no solo, confirmou a destruição da aeronave e a morte do piloto e seu colega. No final da década de 1990 ainda era possível encontrar destroços do avião acidentado, espalhados um pouco por todo o deserto. Este acidente acabou por ditar (oito voos mais tarde) o final de todo o programa de pesquisa. Vários meses após o relatório oficial da comissão de inquérito ao acidente, concluiu que a causa foi repartida entre o erro humano e várias falhas mecânicas simultâneas.
O programa X-15 foi ainda afectado por dois outros acidentes graves, porém nenhum deles com consequências letais:
1. Em 8 de Junho de 1960, durante testes em terra do motor XLR99, uma explosão danificou severamente o X-15-3, o qual retornou à linha de montagem para reconstrução quase total;[68]
2. Em 9 de Novembro de 1962, após o lançamento do X-15-2, John B. McKay o piloto aos comandos deparou-se com uma falha no motor, o qual não desenvolvia mais que 30% da energia total. Tentada uma aterragem de emergência segundo os procedimentos alternativos pré planeados, o trem de aterragem traseiro colapsou,[nota 9] originando uma deriva lateral seguida de rolamento ventral. O piloto sofreu ferimentos de alguma gravidade, mas seis meses depois estava de volta aos voos, a aeronave foi reconstruída no padrão X-15A-2, mas demorou um pouco mais a ficar operacional.[67]

Inúmeros incidentes ditos menores, aconteceram ao longo de todo o programa de voos, obrigando a abortar a missão ou impedindo o alcance dos objectivo propostos, entre os mais comuns estavam a falta de pressão na injecção do combustível líquido, falha nas unidades auxiliares de energia (APU), deficiências várias na canopy e cortes prematuras no funcionamento normal do motor foguete.

## Variantes
- X-15 - Versão original composta inicialmente por três exemplares, com os números de cauda: 56-6670, 56-6671 e 56-6672 respectivamente.[70]
- X-15 A-2 - A coincidência de várias circunstâncias originaram esta versão, em alguns meios apelidada de super X-15:[71]

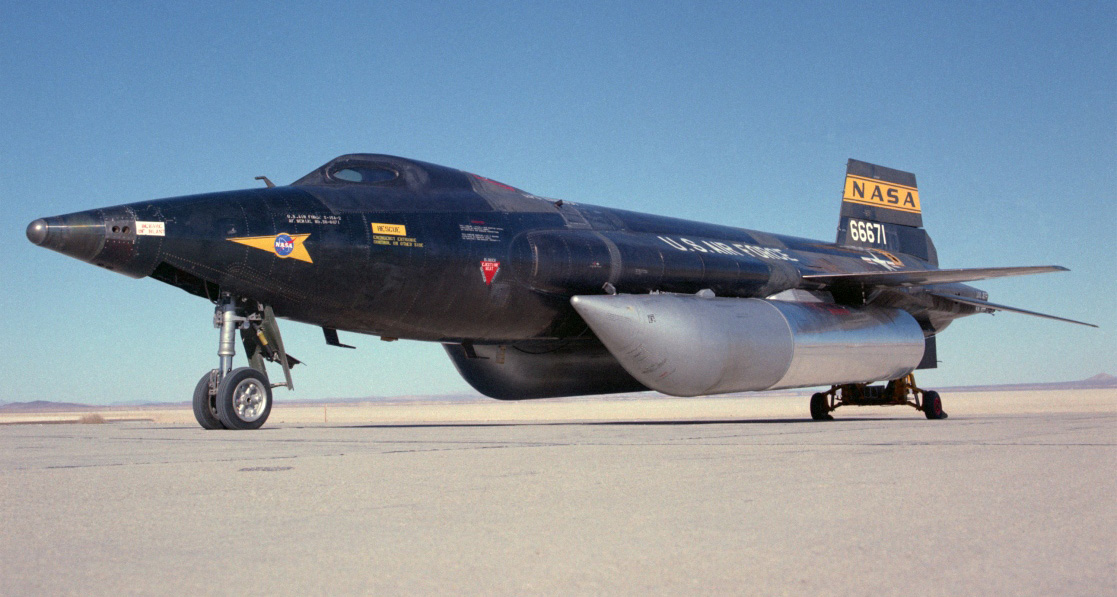
X-15 A-2 (em 1965) com os depósitos exteriores instalados

1. O acidente do X-15 número de cauda 56-6671 a 9 de Novembro de 1962 (descrito em Acidentes e incidentes), cuja fuselagem destruída, estava armazenada na Base Aérea de Edwards;
2. Os restantes dois exemplares, eram suficientes para cumprir com relativa facilidade os objectivos propostos e programados, além de que já tinham sido atingidos as suas performances máximas;
3. Tanto a NASA como a USAF tinham interesse em explorar a tecnologia ramjet e velocidades até mach oito, considerando que o X-15 era o veículo ideal.

Assim foi decidido reconstruir a fuselagem acidentada com o objectivo inicial de de atingir velocidades iguais ou superiores a mach oito a altitudes próximas dos 30 mil metros, recorrendo ao aumento do tempo de propulsão do motor entre 85 a 145 segundos, para o que foram adicionados dois depósitos de combustível exteriores e melhorado o revestimento térmico externo. Ambos os tanques de combustível seriam ejectados à velocidade de mach dois e 21 mil metros e altitude e possuíam uma capacidade conjunta de 6 123 Kg, sendo que o depósito esquerdo alojava 3 399 kg de oxigénio líquido e o direito 2 724 kg de amoníaco. A fuselagem foi alongada cerca de 76 cm e estava ainda previsto e reservado espaço para a instalação futura de um motor ramjet, bem como espaço para o transporte de material científico.
O seu primeiro voo com tanques externos, ocorreu no primeiro dia de Julho em 1966 e saldou-se por um fracasso, devido a uma anomalia num dos tanques que não transferiu o combustível.
- X-15 B - Proposta discutida e aprovada ainda antes de 1958 pela NACA e Força Aérea dos Estados Unidos, para utilizar o X-15 como nave espacial a ser lançado para o espaço no topo de um míssil SM-64 Navaho[nota 10] Com a substituição da NACA pela NASA a proposta foi cancelada em favor do programa espacial Mercury.[74]
- X-15 Delta - Em Outubro de 1965 a NASA durante a conferência geral técnica do programa X-15, surpreende apresentando uma proposta para um modelo X-15 com asa em delta, justificando com dois objectivos primordiais:

1. Avaliar em voo hipersônico entre mach 5 e mach 6, a utilização da asa delta, tendo em vista a sua utilização na próxima geração de aviões hipersónicos espaciais.
2. Avaliar a utilização de novos materiais recentemente desenvolvidos ou em fase de desenvolvimento, fazendo do X-15 Delta um instrumento mais valioso, para o estudo dos problemas do aquecimento cinético, o qual poderia  aventurar-se além mach 6, sem revestimento térmico protector.

O X-15 Delta por questões económicas resultaria da conversão da célula do existente X-15 número três. Acabaria por não ser construído devido à contenção orçamental causada pelo programa Apollo que absorvia a quase totalidade dos fundos disponíveis, também porque o X-15 A-2 superou mach 6 e mostrava potencial para mais, mas sobretudo devido à perda do X-15 número três no acidente fatal de 15 de Novembro de 1967.

## Exemplares preservados

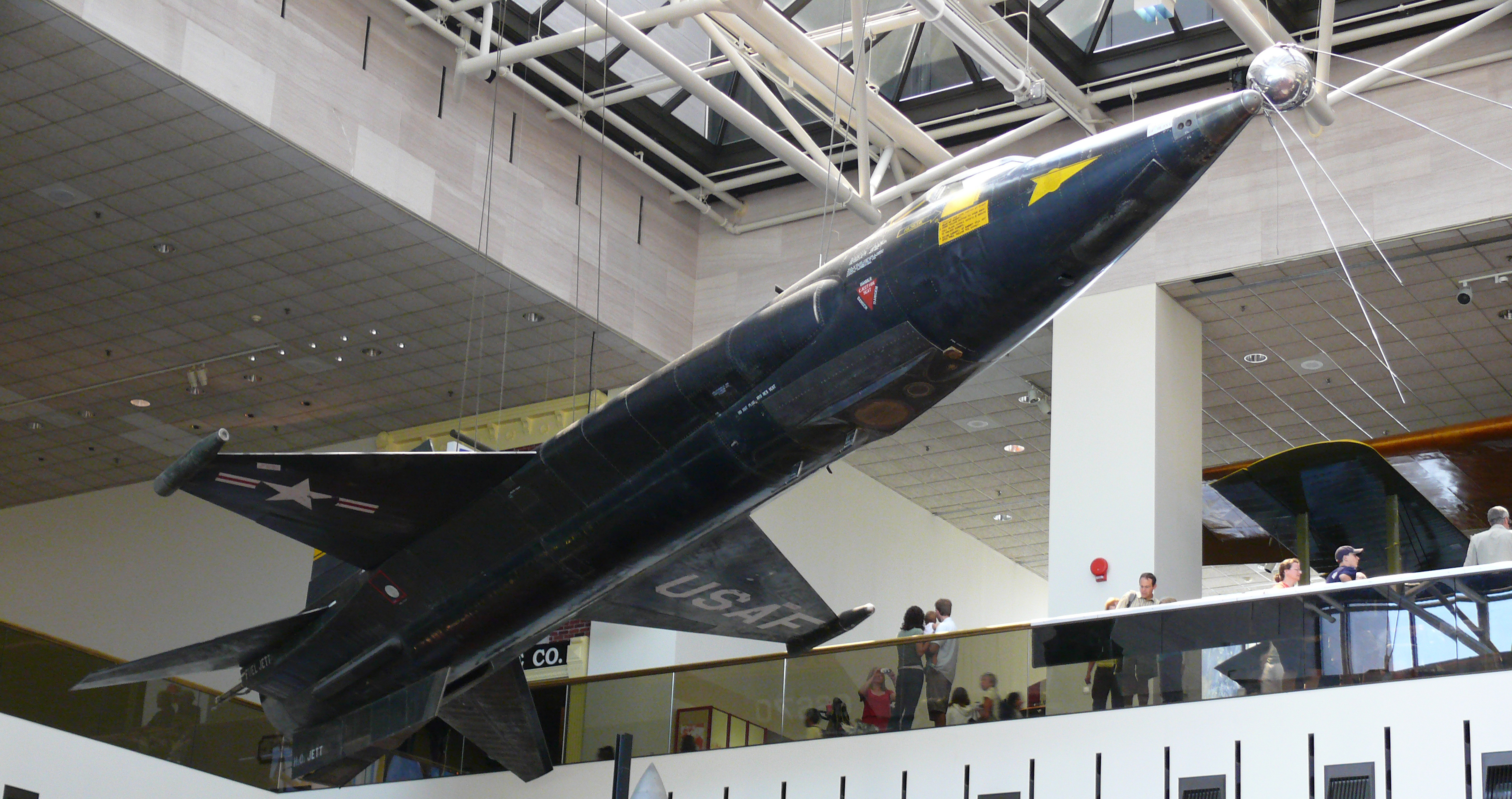
X-15-1 no National Air and Space Museum, Washington, D.C.

- X-15-1 (número de cauda 56-6670) encontra-se em exposição estática no Museu do Ar e do Espaço (National Air and Space Museum), Washington, D.C..[77]
- X-15-2A (número de cauda 56-6671) exposto desde Outubro de 1969, no[78] Museu Nacional da Força Aérea dos Estados Unidos (National Museum of the United States Air Force), localizado na Base Aérea de Wright-Patterson em Dayton (Ohio) no Ohio.
- Partes do acidentado X-15-3 (número de cauda 56-6672) que se espalharam por uma aérea aproximada de 50 km², estão expostas no museu do Air Force Flight Test Center (Centro de testes de voo da Força Aérea) localizado na Base aérea de Edwards e também no San Diego Air & Space Museum em San Diego na California.[38]

Estão ainda expostas as seguintes maquetas á escala real (1:1):
- Dryden Flight Research Center (NASA), Base Aérea de Edwards na California, réplica do X-15-3 número de cauda 56-6672, destruído em acidente (foto no topo da página).[79]
- Pima Air Museum, em Tucson no Arizona, réplica do X-15-2A número de cauda 56-6671.[80]
- Evergreen Aviation Museum em McMinnville no Oregon, réplica do X-15-3 número de cauda 56-6672.[81]

## Especificações
- Tripulação: Um
- Envergadura: 6,8 m
- Altura: 4,12 m
- Área alar: 18,6 m²
- Peso vazio: 6 620 kg
- Peso máx. à descolagem: 15 420 Kg
- Propulsor: 1 × Thiokol XLR99-RM-2 (motor foguete de combustível líquido)
- Potência: 313 kN
- Velocidade máxima: Mach 6,72 (7 274 km/h)
- Alcance: 450 km
- Teto de serviço: 108 km
- Taxa de subida: 18 288 metros/minuto
- Carga alar: 829 kg/m²
- Relação peso/potência: 2,07